# 梁山七器

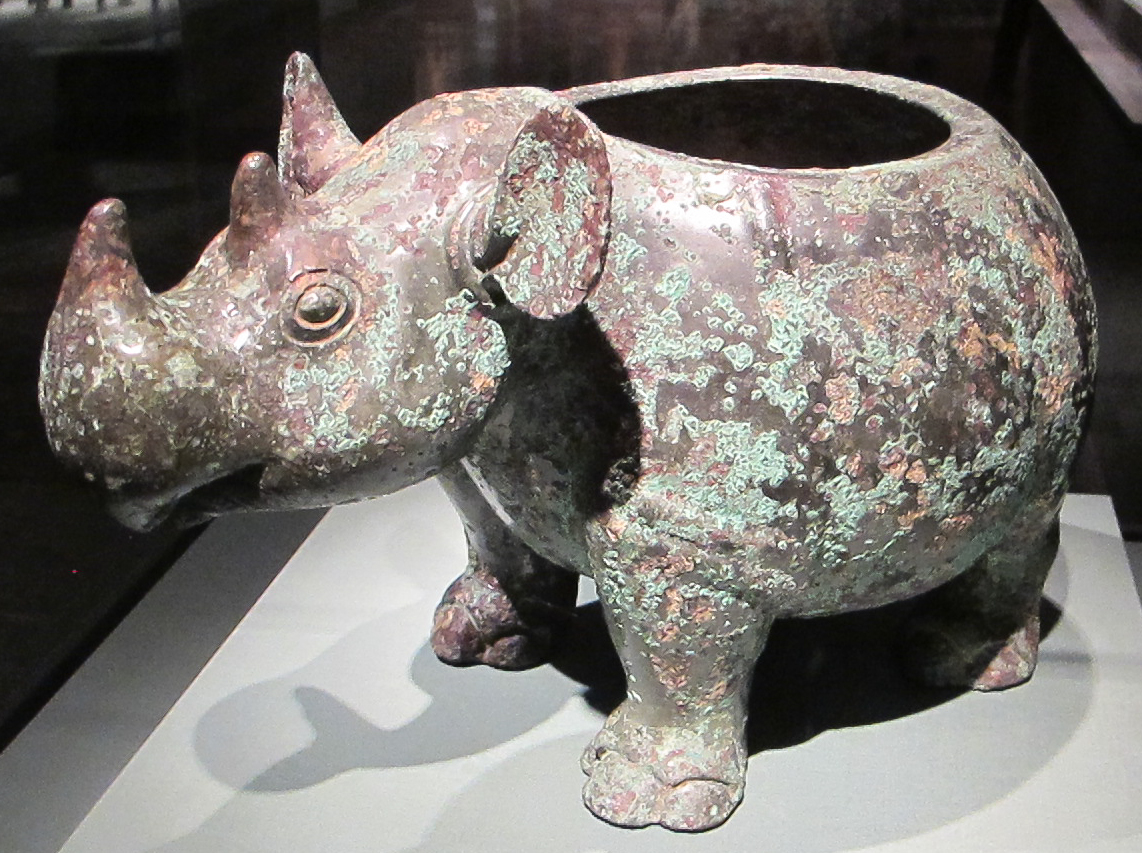
小臣艅犀尊

梁山七器是于清朝咸丰年间（一说道光年间）山东寿张县梁山出土的七件西周青铜器。这些青铜器器型庄重，纹饰华丽，是商周青铜器中的精品。
梁山七器包括：小臣艅犀尊、大保簋、大史友甗、大保方鼎一、大保方鼎二、伯𡩜盉、伯𡩜鼎。大保方鼎一是中国馆藏的唯一一件“梁山七器”，收藏于天津博物馆。